# Science-Fiction-Jahr 1977
Übersicht

◄◄ | ◄ | 1973 | 1974 | 1975 | 1976 | Science-Fiction-Jahr 1977 | 1978 | 1979 | 1980 | 1981 | ► | ►►

Weitere Ereignisse

## Ereignisse
Die erste Ausgabe von Asimov's Science Fiction erscheint.